# Patrick Femerling
Patrick Femerling, né le 4 mars 1975 à Hambourg, est un joueur de basket-ball allemand, évoluant au poste de pivot. Il mesure 2,15 m.
Femerling est le joueur qui compte le plus de sélections en équipe nationale d'Allemagne (221), avec laquelle il a remporté la médaille de bronze au Championnat du monde de 2002 et la médaille d'argent au Championnat d'Europe de 2005.

## Club
- ?-1995 :  ART Düsseldorf
- 1995-1998 :  Huskies de Washington (NCAA)
- 1998-2000 :  ALBA Berlin (BBL)
- 2000-2002 :  Olympiakós Le Pirée (HEBA)
- 2002-2004 :  FC Barcelone (Liga ACB)
- 2004-2006 :  Panathinaïkos (HEBA)
- 2006-2007 :  Baloncesto Séville (Liga ACB)
- 2007-2009 :  ALBA Berlin (BBL)
- 2009-2010 :  Antalya BB
- 2010-2011 :  ALBA Berlin (BBL)

## Palmarès

### Club
- Euroligue: 2003
- champion d'Allemagne : 1999, 2000
- champion d'Espagne: 2003, 2004
- champion de Grèce:  2005, 2006
- Vainqueur de la Coupe d'Allemagne : 1999
- Vainqueur de la Coupe de Grèce : 2002, 2005, 2006
- Vainqueur de la Coupe du Roi 2003

### Équipe nationale
- Championnat du monde
  -  Médaille de bronze au Championnat du monde de basket masculin 2002 à Indianapolis
- Championnat d'Europe
  -  Médaille d'argent au Championnat d'Europe 2005 en Serbie